# Enztal-Radweg
Der Enztal-Radweg ist ein knapp über 100 km langer Radwanderweg. Er verläuft entlang der Enz von deren Quelle bei Enzklösterle bis zu ihrer Mündung in den Neckar bei Walheim.

## Strecke

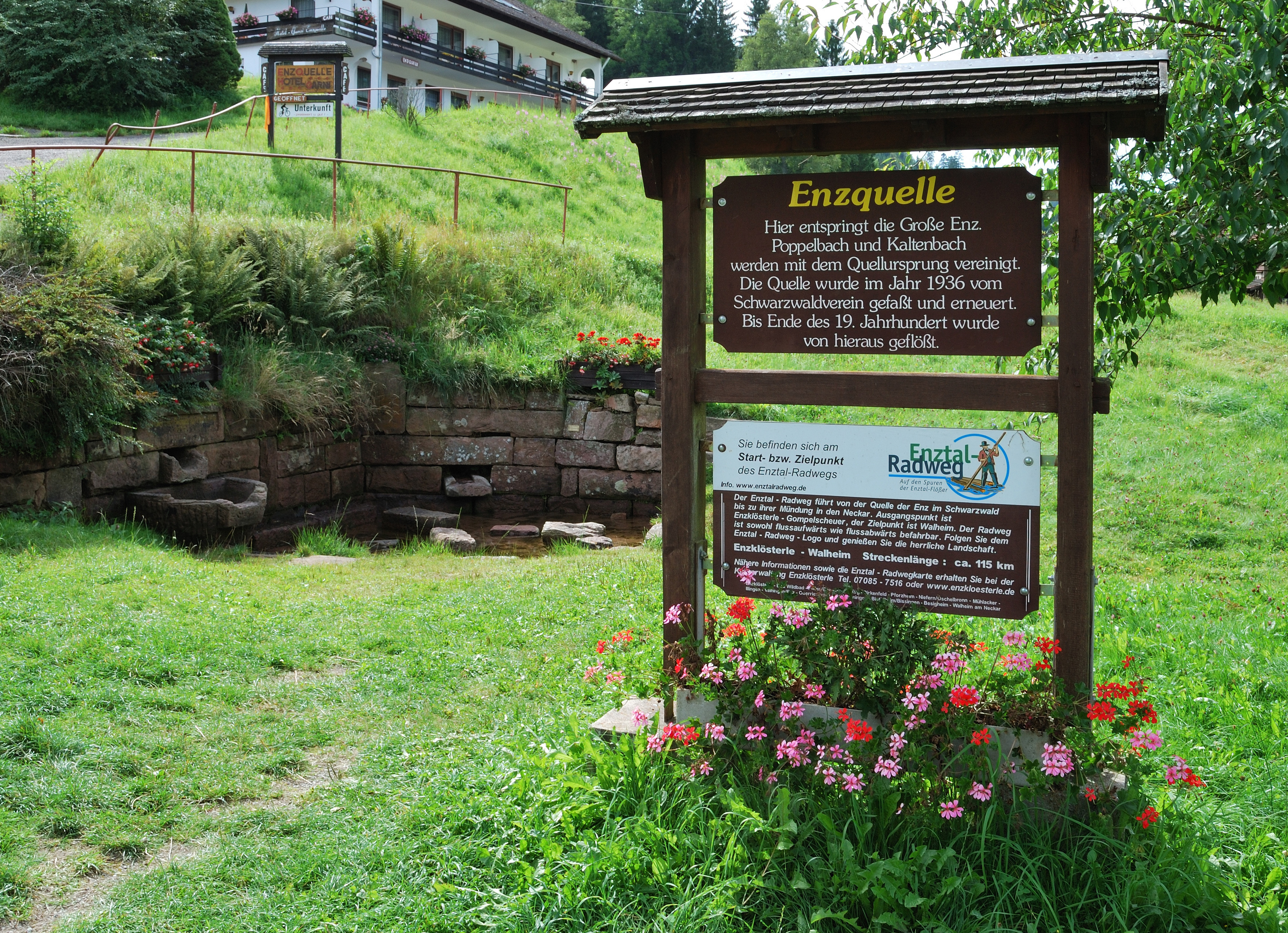
Start- bzw. Zielpunkt bei der Enzquelle

- Enzklösterle
- Bad Wildbad
- Höfen an der Enz
- Neuenbürg
- Birkenfeld
- Pforzheim
- Niefern
- Mühlacker
- Vaihingen an der Enz
- Oberriexingen
- Bietigheim-Bissingen
- Besigheim
- Walheim